# Episodi di Doc Martin (ottava stagione)
L'ottava stagione della serie televisiva Doc Martin, composta da 8 episodi, è stata trasmessa in prima visione assoluta nel Regno Unito sul canale ITV dal 20 settembre all'8 novembre 2017.
In Italia, la stagione è stata trasmessa in prima visione assoluta su Rai 3 dal 2 giugno al 14 luglio 2018.
| Episodio | Titolo                   | Titolo in italiano | Prima TV UK       | Prima TV Italia |
| -------- | ------------------------ | ------------------ | ----------------- | --------------- |
| 1        | Mysterious Ways          |                    | 20 settembre 2017 | 2 giugno 2018   |
| 2        | Sons and Lovers          |                    | 27 settembre 2017 | 9 giugno 2018   |
| 3        | Farewell, My Lovely      |                    | 4 ottobre 2017    | 16 giugno 2018  |
| 4        | Faith                    |                    | 11 ottobre 2017   | 23 giugno 2018  |
| 5        | From the Mouths of Babes |                    | 18 ottobre 2017   | 30 giugno 2018  |
| 6        | Accidental Hero          |                    | 25 ottobre 2017   | 7 luglio 2018   |
| 7        | Blade on the Feather     |                    | 1º novembre 2017  | 8 luglio 2018   |
| 8        | All My Trials            |                    | 8 novembre 2017   | 14 luglio 2018  |